# Tomaz Vieira da Cruz
Tomaz Vieira da Cruz (Constância, 22 de abril de 1900 — Lisboa, 7 de junho de 1960) foi um poeta, músico e jornalista português do século XX. Também fundou e dirigiu o jornal literário Mocidade.

## Biografia
Nascido em Portugal, onde morreu, radicou-se em Angola, que lhe inspirou 3 livros de poesia, reeditados em 1971 sob o título geral de Quissange.

## Obras
- Quissange - Saudade Negra (1932)
- Vitória de Espanha (1939)
- Tatuagem (1941)
- Cinco Poesias de África (1950)
- Cazumbi (1950)